# Тер-Гевондян, Тамара Рубеновна
Тама́ра Рубе́новна Тер-Гевондя́н (1908—2000) — художница, график, теоретик кино, участница студии «Новая реальность».

## Биография
Профессиональный живописец, получила высшее художественное образование во ВХУТЕМАС-ВХУТЕИНе, училась у Льва Бруни и Константина Истомина. С 1930-х годов в качестве художника работала в области мультипликации и телекино, также выступала в качестве теоретика (соавтор нескольких книг и статей, посвящённых проблемам визуального решения фильма). Тер-Гевондян работала художником-постановщиком на съемках у Г. Шенгелии, М. Калатозова, самых независимых режиссёрах того времени.
В 1958 году пришла в студию Элия Белютина «Новая реальность». Вместе со студией «Новая реальность» она прошла все вехи её развития, запрета и переезда, не пропустила ни одной выставки в Абрамцеве с 1964 по 1992 годы. Студия давала ей постоянный творческий импульс, подарила необходимую свободу выражения.

## Творчество
«Прослеживая творческий путь Тер-Гевондян от ранних пейзажей до более поздних работ, обобщенных до нескольких линий и штрихов, можно заметить, что почти везде сюжетная составляющая выражена благодаря форме и нарративу, а чувственная — при помощи цветовых решений. Во второй половине 1950-х годов она брала за основу реалистический метод, но через постепенный отказ от формальной изобразительности пришла к экспрессивным красочным композициям 1990-х годов. От почти монохромной графичности Тер-Гевондян перешла к сложной, сочной, динамичной красочности».

## Семья
Дед — статистик и общественный деятель Михаил Алексеевич Саблин (1842—1898), дядя — издатель и журналист Владимир Михайлович Саблин (1872—1916). Муж и соавтор — кинооператор, заслуженный деятель искусств РСФСР, профессор ВГИКа Леонид Васильевич Косматов (1900/1901 — 1977).
Похоронена на Востряковском кладбище, рядом с мужем.

## Выставки
- 1989, февраль-март — Англия, Лондон, галерея Беркли-сквер.
- 1989, июль-август — СССР, Калининград. Государственная художественная галерея. Начиная с этого времени постоянная экспозиция «Новой реальности».
- 1990, февраль — Польша, Варшава, Галерея современного искусства Центрального бюро художественных выставок.
- 1990, декабрь — СССР, Москва, ЦВЗ «Манеж». Ретроспективная выставка «От Манежа до Манежа».
- 1991, май-сентябрь — США, Нью-Йорк, Институт искусств Э. Блюм.
- 1991, декабрь — Франкфурт-на-Майне, Арт — международная художественная ярмарка.
- 1993 — персональная выставка в Киноцентре на Красной Пресне, Москва.
- 2004 — Санкт-Петербург, Русский музей, Мраморный дворец, «За гранью предметности в русском искусстве второй половины XX века»[6].

## Публикации
- Л. Косматов, Т. Тер-Гевондян. Современные проблемы изобразительной композиции в кино // «Вопросы киноискусства», выпуск 6, Изд-во Академии наук СССР, 1962
- Косматов Л. В., Тер-Гевондян Т. Р. Первая книга по искусству оператора: композиция и свет в фильме — М.: Бюро пропаганды совет. киноискусства, 1966
- Косматов Л. В., Тер-Гевондян Т. Р. Колорит фильма. (азбука киноколорита) — М.: Союз кинематографистов СССР, 1981